# Punta Cana
 (août 2024).
Si vous disposez d'ouvrages ou d'articles de référence ou si vous connaissez des sites web de qualité traitant du thème abordé ici, merci de compléter l'article en donnant les références utiles à sa vérifiabilité et en les liant à la section « Notes et références ».
Pour les articles homonymes, voir Cana.
Punta Cana est une ville de République dominicaine située dans la province de La Altagracia, à l'extrémité orientale du pays dont elle est la principale station balnéaire. Elle est peuplée d'environ 50 000 habitants.

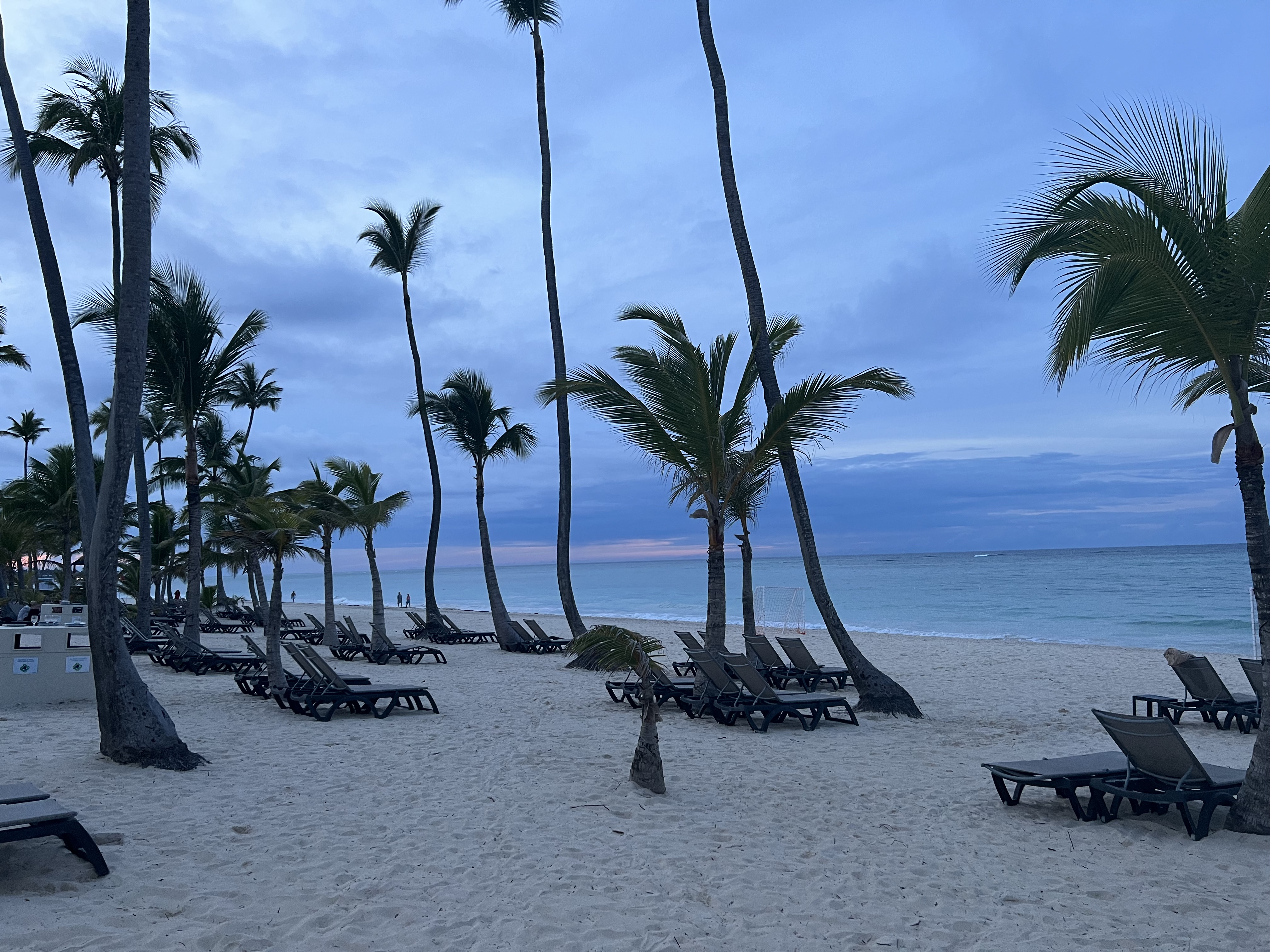
Punta Cana en 2023.

## Histoire
En 1969, un groupe d'investisseurs américains achète plus de 58 km2 dans la partie extrême-est du pays. Cette superficie se répartit en 10 km2 de plages et zones côtières et 48 km2 de jungles. Bien que les eaux turquoise s'y prêtent la station balnéaire se situe côté atlantique et non du côté caraïbes. Un Dominicain, Frank R. Rainieri a rejoint ce groupe d'investisseurs et a eu la vision du développement touristique dans cette partie de l'île.
En 1971 est construit le Punta Cana Club, avec dix chambres et appartements, d'une capacité de quarante personnes, un Clubhouse, un petit village d'employés, une centrale électrique, et un petit aérodrome.
En 1978, le Club Méditerranée s'installe avec un complexe de 350 chambres. Le gouvernement dominicain lance la construction de la première route d'accès directe. Le réseau routier demeure chaotique et sous dimensionné : il faut quatre heures de routes et chemins depuis l'aéroport international Las Américas de Saint-Domingue pour arriver à Punta Cana.
En 1984, après huit ans de batailles politiques et deux ans de travaux, l'aérodrome est transformé en aéroport international. Il devient alors le premier aéroport privé au monde. Le groupe espagnol Barceló Hotel & Resorts construit son premier hôtel à Bavaro au nord de Punta Cana.
En 1994, le groupe gestionnaire lance la première fondation écologique du pays : The Ecological Foundation avec l'appui de prestigieuses universités américaines afin de tenter de gérer la richesse écologique locale au mieux face à l'expansion touristique.
Punta Cana est une zone privée gérée par le Grupo Puntacana, S.A.. Depuis 1997, les propriétaires du Grupo Puntacana sont le Dominicain Frank R. Rainieri, Julio Iglesias, et Oscar de la Renta. L'Américain Theodore W. Kheel, qui était propriétaire, est mort en 2010.
Tous les services "publics" de la zone sont privés : réseau et production électrique, réseau d'eau potable, eaux usées et traitement, réseaux routier et autoroutier, sécurité, écoles, et accès aux soins.
La zone gérée par le groupe s'étend depuis Punta Cana au sud jusqu'à Uvero Alto avant une zone de lagunes inconstructible.

## Climat
Le climat y est tropical avec une température annuelle oscillant entre 25 °C et 35 °C.
| Mois                     | jan. | fév. | mars | avril | mai | juin | jui. | août | sep. | oct. | nov. | déc. |
| ------------------------ | ---- | ---- | ---- | ----- | --- | ---- | ---- | ---- | ---- | ---- | ---- | ---- |
| Température moyenne (°C) | 24   | 24   | 24,5 | 25    | 26  | 26,5 | 27   | 27,5 | 28   | 27,5 | 25,5 | 25   |
| Précipitations (mm)      | 66   | 53   | 53   | 69    | 124 | 104  | 79   | 104  | 102  | 152  | 117  | 79   |

| Diagramme climatique                                  |        |        |        |         |         |        |         |         |         |         |        |
| J                                                     | F      | M      | A      | M       | J       | J      | A       | S       | O       | N       | D      |
| 201066                                                | 201053 | 201053 | 201069 | 2010124 | 2010104 | 201079 | 2010104 | 2010102 | 2010152 | 2010117 | 201079 |
| Moyennes : • Temp. maxi et mini °C • Précipitation mm |        |        |        |         |         |        |         |         |         |         |        |

## Transports
L'aéroport international de Punta Cana reçoit plus de 4 millions de passagers chaque année, faisant de ce dernier le plus gros aéroport de République dominicaine.

## Attractions
Cette région comprend deux parcs nationaux, la célèbre région de Punta Cana et l'île Saona. Dans les alentours se sont aussi installés de nombreuses attractions touristiques.
Pour les attractions plus connue le Manati Park (en français le « parc lamantin »). Ce parc aquatique abrite des dauphins avec lesquels les touristes peuvent nager. Une autre attraction est le Marinarium ayant l'objectif de conservation écologique et autorisant des demi-journées de nage avec des requins nourrices et des raies ainsi que de la plongée en apnée.
Punta Cana est célèbre pour ses immenses plages au sable blanc et fin. On peut citer : Playa de Arena Gorda, Playa Bavaro, Playa de El Cortecito et plus à l'écart de Punta Cana, on peut admirer les plages de Cabeza de Toro, Cabo Engaño, Juanito, Playa Macao la seule plage de la région entièrement publique.

## Société
La vie nocturne de la ville est très intense, les multiples night-clubs diffusent bachata et merengue, musiques typiques de cette région des Caraïbes.